# Basta de mujeres
Basta de mujeres é um filme de comédia sexual argentino de 1977, dirigido por Hugo Moser e escrito por Jorge Basurto. É estrelado por Alberto Olmedo e Susana Giménez.

## Elenco
- Alberto Olmedo
- Susana Giménez
- Gilda Lousek
- Juan Carlos Dual
- Adolfo García Grau
- César Bertrand
- Alberto Busaid
- Roberto Carnaghi
- Juan José Camero
- Susana Traverso
- Jorge Porcel
- Jorgelina Aranda